# Pablo Virgilio David
Pablo Virgilio David (Guagua, 2 maart 1959) is een Filipijns kardinaal en bisschop van Kalookan.

## Biografie
Pablo Virgilio David werd geboren op 2 maart 1959 in Guagua in de Filipijnse provincie Pampanga. Hij voltooide zijn middelbare schoolopleiding aan de Mother of Good Counsel Minor Seminary en studeerde daarna Filosofie aan de Ateneo de Manila University en theologie aan Loyola School of Theology.
David werd op 12 maart 1983 tot priester gewijd. Na een jaar als assistent-parochiepriester werd hij aangesteld als directeur van de Mother of Good Counsel Seminary. Deze functie bekleedde David tot hij in 1986 vertrok naar België. Tussen 1986 en 1991 studeerde David daar aan de Katholieke Universiteit Leuven waar hij zijn licentiaat en doctoraat in de theologie behaalde.
Op 27 mei 2006 werd David door Benedictus XVI benoemd tot titulair bisschop van Guardialfiera en hulpbisschop van Kalookan. Na de dood van bisschop Deogracias Iñiguez in 2013 werd David op 14 oktober 2015 door Paus Franciscus benoemd tot diens opvolger. Op 7 december 2024 werd David tot kardinaal-priester van Trasfigurazione di Nostro Signore Gesù Cristo gecreëerd.